# Franz Reuleaux
Franz Reuleaux (30 de septiembre de 1829 – 20 de agosto de 1905), fue un ingeniero mecánico alemán, miembro de la Berlin Royal Technical Academy, de la que llegaría a ser presidente. A menudo se le considera el padre de la cinemática; fue uno de los líderes en su profesión y contribuyó en diferentes áreas de la ciencia y el conocimiento técnico.

## Biografía

### Infancia y juventud
Franz Reuleaux nació en Eschweiler (Alemania), por aquel entonces una población del reino de Prusia. Su padre y abuelo fueron constructores de maquinaria y, desde pequeño, tuvo relación con ese mundo. Realizó unos años de entrenamiento técnico en la Universidad de Karlsruhe, tras lo cual fue a estudiar en las universidades de Berlín y Bonn.

### Madurez
Tras un tiempo en el negocio familiar, Reuleaux se convirtió en profesor de la ETH de Zúrich. Compaginando este empleo, en 1879 se convirtió en rector de la Königlich Technischen Hochschule Charlottenburg, que era un instituto técnico superior con una plantilla de unos 300 docentes. Llegó a ser un reconocido en sus facetas de ingeniero-científico, profesor, consultor en temas industriales, reformador de la enseñanza y líder de la elite técnica alemana.
Reuleaux fue designado jefe del jurado alemán para la Sexta Feria Mundial de la Industria, que fue inaugurada en la ciudad estadounidense de Filadelfia el 10 de mayo de 1876. Admitió que las manufacturas alemanas eran bastante inferiores a las de otros países participantes y que el principio que regía la industria alemana era el de "barato y horroroso". Esta opinión conmocionó a la industria germana y provocó numerosos comentarios en la prensa.

### Cinemática
Reuleaux pensaba que las máquinas podían ser reducidas a cadenas de elementos limitados en sus movimientos por componentes adyacentes de la cadena cinemática. Así, desarrolló un complejo método de notación simbólica para describir la topología de una gran variedad de mecanismos, mostrando cómo podría ser usada para clasificarlos e incluso para inventar nuevos mecanismos. Becado por el gobierno alemán, dirigió el diseño y construcción de unas 300 piezas de mecanismo simples como el Mecanismo de cuatro barras o la Manivela. Estos modelos fueron vendidos a universidades con propósitos pedagógicos. Actualmente, el set más completo de esta serie se encuentra en la Facultad de Ingeniería de la Universidad Cornell (Nueva York).
Hoy en día, es sin duda conocido y recordado por su idea del Triángulo Reuleaux, una curva de anchura constante que él ayudó a desarrollar como una forma de mecanismo útil.
- Datos: Q62409
- Multimedia: Franz Reuleaux / Q62409